# المحلة (كحلان الشرف)

تعديل مصدري - تعديل

المحلة هي إحدى قرى عزلة افصر بمديرية كحلان الشرف التابعة لمحافظة حجة، بلغ تعداد سكانها 612 نسمة حسب تعداد اليمن لعام 2004.